# Dorcabune
Il dorcabune (gen. Dorcabune) è un mammifero artiodattilo estinto, appartenente ai tragulidi. Visse nel Miocene medio-superiore (circa 15 - 7 milioni di anni fa) e i suoi resti fossili sono stati ritrovati in Asia.

## Descrizione
Questo animale era molto simile a un odierno tragulo, ma le dimensioni erano considerevolmente maggiori e poteva sfiorare la taglia di un capriolo. Dorcabune era caratterizzato da molari bassi, fortemente bunodonti, dallo smalto rugoso. Il protocono possedeva una leggera piega di smalto diretta all'indietro. I molari inferiori, piuttosto grandi e allargati, avevano una piega di smalto unica sulla superficie posteriore del protoconide, mentre quelli superiori erano caratterizzati da una piega mediana vuota sul protocono; quest'ultima caratteristica lo distingue dall'affine Dorcatherium, così come la presenza di un talonide espanso sul terzo molare inferiore.

## Classificazione
Dorcabune venne descritto per la prima volta da Pilgrim nel 1910, sulla base di fossili ritrovati in Pakistan in terreni del Miocene medio-superiore, nella formazione Chinji; la specie tipo è D. anthracotherioides. Successivamente, Pilgrim nel 1915 descrisse altre tre specie provenienti da terreni più o meno coevi del Pakistan (D. nagrii, D. hyaemoschoides e D. latidens). Fossili di D. anthracotherioides provengono anche dall'India; in Cina è stata rinvenuta un'altra specie, D. liukengense. 
Dorcabune fa parte dei tragulidi, una piccola famiglia di artiodattili attualmente rappresentati dai generi Tragulus, Moschiola e Hyaemoschus. Dorcabune sembrerebbe essere stato un ramo collaterale dalla dentatura particolarmente bunodonte. 